# Hanne Staff

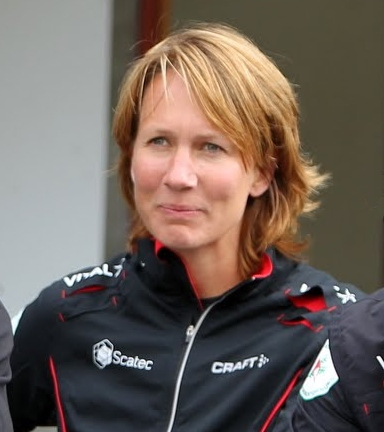
Staff in 2010

Hanne Staff (3 februari 1972) is een Noorse oriëntatieloopster die drie individuele wereldkampioenschapsmedailles heeft gewonnen.
Ze is gestopt met internationale wedstrijden aan het eind van seizoen 2004. In dit seizoen werd ze wereldkampioen op de middellange afstand.
Hanne Staff loopt voor de Noorse oriëntatieloopclub Baekkelagets SK in Oslo. Ze is getrouwd met de Noorse oriëntatieloper Bjørnar Valstad, ze hebben een dochtertje Fanny Staff Valstad (23 februari 2006).

## Resultaten
Wereldkampioenschap oriëntatielopen
- Gouden medailles (4)
  - 1997 - Klassieke afstand - Grimstad, Noorwegen
  - 1999 - Estafette - Groot-Brittannië
  - 2001 - Korte afstand - Tampere, Finland
  - 2004 - Middellange afstand - Västerås, Zweden
- Zilveren medailles (4)
  - 1997 - Estafette - Grimstad, Noorwegen
  - 1999 - Klassieke afstand - Inverness, Groot-Brittannië
  - 2003 - Middellange afstand - Rapperswil-Jona, Zwitserland
  - 2004 - Lange afstand - Västerås, Zweden
- Bronzen medailles (4)
  - 1997 - Korte afstand - Grimstad, Noorwegen
  - 2001 - Estafette - Tampere, Finland
  - 2003 - Estafette - Rapperswil-Jona, Zwitserland
  - 2004 - Estafette - Västerås, Zweden

Europees kampioenschap oriëntatielopen
- Gouden medailles (4)
  - 2000 - Klassieke afstand - Oekraïne
  - 2000 - Estafette - Oekraïne
  - 2002 - Estafette - Hongarije
  - 2004 - Middellange afstand - Denemarken
- Zilveren medailles (2)
  - 2002 - Klassieke afstand - Hongarije
  - 2004 - Estafette - Denemarken

World Cup Oriëntatielopen
- 6 individuele World Cup zeges
- Eerste totaal World Cup
  - 1998
  - 2000
- Derde totaal World Cup
  - 1996
  - 2002

World Games
- Gouden medailles (2)
  - 2001 - Korte afstand - Japan
  - 2001 - Estafette - Japan